# دهستان هانیلا
دهستان هانیلا (به لاتین: Hanila Parish) یک دهستان در استونی است که در شهرستان لنه واقع شده‌است.

## خصوصیات
دهستان هانیلا ۲۳۲ کیلومترمربع مساحت و ۱٬۶۷۹ نفر جمعیت دارد.